# Rolly Marchi
Rolando Marchi, detto Rolly (Lavis, 31 maggio 1921 – Milano, 14 ottobre 2013), è stato un giornalista e scrittore italiano.

## Biografia
Nato in provincia di Trento, divenne giornalista alla fine degli anni 1930, lavorando come cronista sportivo: ha iniziato a seguire i Giochi olimpici invernali nel 1936. È stato corrispondente, per vari giornali, in occasione di tutte le edizioni dei Giochi invernali dal 1936 al 2006. Ha contribuito alla nascita della 3-Tre, gara di Coppa del Mondo di sci alpino svoltasi per la prima volta nel gennaio del 1950 nelle zone di Paganella, Serrada di Folgaria e Bondone. Nel 1957 fu tra i creatori, insieme al maestro di sci e guida alpina Gigi Panei e a Mike Bongiorno, del Trofeo Topolino di sci alpino e, nel 1959, del "Club dei 100 all'ora" del KL a Courmayeur; scalatore e alpinista, ha avuto occasione di partecipare a scalate con Dino Buzzati, Walter Bonatti e Reinhold Messner, tra gli altri. Nel 1979 fu finalista al Premio Campiello con Ride la luna. Dal 1991 è stato direttore del semestrale La Buona Neve, di cui è anche fondatore.
È scomparso nel 2013 all'età di 92 anni. Padre del giornalista sportivo e gastronomo Paolo Marchi, era suocero di Cinzia Maltese, giornalista sportiva della Rai.

## Opere

### Curatele
- Dove lo sci, Milano, Editoriale Milanese, 1967
- I giochi della diciannovesima Olimpiade - Messico 1968 , Milano, Ing. C. Olivetti, 1969
- Azzurrissimo: cinquant'anni di sci in Italia e i campionati del mondo 1970, Milano, Moneta, 1970
- Messico azzurro..., Milano, Sperling & Kupfer, 1970
- Sapporo '72, Milano, Giorgio Borletti Editore, 1972
- Monaco '72, Milano, Giorgio Borletti Editore. 1972
- L'anno dei nostri, Milano, Union,1974
- Fondo per ragazzi, Milano, Sperling & Kupfer, 1975 (con Adriano Costa)
- 50 capitali dello sci, Milano, Mondadori, 1991
- Il dialogo segreto: le Dolomiti di Dino Buzzati, Belluno, Nuovi sentieri, 2012 (con Bepi Pellegrinon)

### Narrativa
- Un pezzo d'uomo, Milano, Longanesi, 1967
- Le mani dure, Milano, Union, 1974
- Ride la luna, Milano, Mursia, 1979
- Il tram della vita e altri quattordici racconti, Trento, Dolomia, 1983
- Neve per dimenticare e altri nove racconti, Trento, Dolomia, 1993
- Il silenzio delle cicale: romanzo autobiografico, Trento, Dolomia, 1995
- Parole bianche, Trento, Dolomia, 1997
- E ancora la neve: ricordi e avventure ad alta quota, Milano, Mondadori, 2001
- Se non ci fosse l'amore, Milano, NET, 2006

## Riconoscimenti
Gli è stato dedicato un campo scuola di sci sulla Paganella, in località Meriz.